# Banda Aceh

Die Kecamatans der Stadt

Banda Aceh ist die Hauptstadt der Provinz Aceh an der Nordspitze der indonesischen Insel Sumatra. Sie liegt an den Flüssen Krueng Aceh und Krueng Daroy. Die autonome Stadt (indonesisch Kota) ist mit über einer Viertelmillion Einwohnern die größte Stadt der Provinz und die zwölftgrößte auf der Insel Sumatra. Bis zum Zeitpunkt der Abschaffung des Sultanats 1945 wurde sie Kota Radja (indonesisch, „Königsstadt“ oder „Hauptstadt“) genannt. Banda Aceh ist vom Bürgerkrieg (1976 bis 2005) zwischen der militanten Separatistenorganisation Gerakan Aceh Merdeka (GAM) und der indonesischen Regierung gezeichnet.

## Geographie
Die Hafenstadt liegt zwischen 5°16′15″ und 5°36′16″ n. Br. sowie zwischen 95°16′15″ und 95°22′35″′ ö. L. nur wenige Meter über dem Meeresspiegel. Im Nord(west)en bildet die Straße von Malakka eine natürliche Grenze. Die sonstigen (Land-)Grenzen hat sie mit dem Kabupaten Aceh Besar der Provinz Aceh. Im Jahr 2019 wurden 535 Erdbeben gezählt, die meisten im April (105).

### Klima und Wetter
In der Stadt herrscht tropisches Klima, das durch die Trockenzeit und die Regenzeit gekennzeichnet ist. Im Jahr 2020 lag die Temperatur zwischen 22,8 °C (im Januar) und 33,3 °C (August), die Niederschlagsmenge zwischen 16,8 mm (3 Regentage im Januar) und 388,9 mm (21 Regentage im Mai). Die Sonnenscheindauer war am höchsten im Januar (79 %).

## Geschichte
Kota Radja war Sitz der ersten islamischen Universität Südostasiens, die im von 1516 bis 1700 bestehenden Königreich Aceh Darussalam gegründet wurde.
Die Stadt wurde durch das Seebeben im Indischen Ozean 2004 und den darauffolgenden Tsunami stark zerstört. Die nördlichen, an der Küste gelegenen Stadtteile wurden fast vollständig vernichtet. Nach Schätzungen kamen mehr als 25.000 Menschen in Banda Aceh ums Leben.

## Verwaltungsgliederung
Die Stadt gliedert sich in 9 Kecamatan (Distrikte, Unterbezirke) mit 90 Dörfern, die in der Provinz Aceh Gampong genannt werden.
| Code 1   | Kecamatan Distrikt | Ibu Kota Verwaltungssitz | Fläche (km²) | Einw. Zensus 2010 2 | Volkszählung 2020 | Volkszählung 2020 | Volkszählung 2020 | Anzahl der Gampong | Anzahl der Gampong |
| Code 1   | Kecamatan Distrikt | Ibu Kota Verwaltungssitz | Fläche (km²) | Einw. Zensus 2010 2 | Einwohner 3       | 0Dichte 40        | Sex Ratio 5       | Anzahl der Gampong | Anzahl der Gampong |
| -------- | ------------------ | ------------------------ | ------------ | ------------------- | ----------------- | ----------------- | ----------------- | ------------------ | ------------------ |
| 11.71.01 | Baiturrahman       | Neusu Jaya               | 4,54         | 30.377              | 32.513            | 7.161,5           | 104,53            | 10                 |                    |
| 11.71.02 | Kuta Alam          | Bandar Baru              | 10,05        | 42.217              | 42.505            | 4.229,4           | 102,60            | 11                 |                    |
| 11.71.03 | Meuraxa            | Ulee Lheue               | 7,26         | 16.484              | 26.861            | 3.699,9           | 98,57             | 16                 |                    |
| 11.71.04 | Syiah Kuala        | Lamgugob                 | 14,24        | 34.850              | 32.969            | 2.315,2           | 102,21            | 10                 |                    |
| 11.71.05 | Lueng Bata         | Lueng Bata               | 5,34         | 23.592              | 24.336            | 4.557,3           | 100,79            | 9                  |                    |
| 11.71.06 | Kuta Raja          | Keudah                   | 5,21         | 10.433              | 15.291            | 2.934,9           | 102,54            | 6                  |                    |
| 11.71.07 | Banda Raya         | Lamlagang                | 4,79         | 20.891              | 25.228            | 5.266,8           | 104,34            | 10                 |                    |
| 11.71.08 | Jaya Baru          | Lampoh Daya              | 3,78         | 22.031              | 25.939            | 6.862,2           | 120,57            | 9                  |                    |
| 11.71.09 | Ulee Kareng00      | Ulee Kareng              | 6,15         | 22.571              | 27.257            | 4.432,0           | 82,41             | 9                  |                    |
| 11.71    | Kota Banda Aceh    | Kota Banda Aceh          | 61,36        | 223.446             | 252.899           | 4.121,6           | 101,57            | 90                 |                    |

## Demographie
Zur siebten Volkszählung im September 2020 (indonesisch Sensus Penduduk – SP2020) lebten in der Stadt Banda Aceh 252.899 Menschen, davon 125.464 Frauen (49,61 %) und 127.435 Männer (50,39 %). Gegenüber dem letzten Census (2010; 115.097:108.349) stieg der Frauenanteil um 1,12 %.
Zur Volkszählung 2020 waren 98,08 % der Bevölkerung Muslime, 1,07 % Buddhisten und 0,85 % Christen (1.641 Protestanten und 469 Katholiken). Der Anteil der Muslime im Kec. Jaya Baru war der geringste, da hier 2,40 % Christen und 4,11 % Buddhisten lebten. Zur islamischen Glaubensausübung stehen 117 Moscheen und 128 Gebetsräume (indonesisch Mushola) bereit. Hingegen gibt es nur vier Kirchen (alle im Kec. Kuta Alam) und zwei Tempel für den Buddhismus.
Wie in der gesamten Region Aceh, wacht auch in Banda Aceh die Scharia-Polizei über die Einhaltung der Scharia (vgl. dazu Aceh#Menschenrechte).

### Soziale Daten 2020
| Merkmal                                                            | Kabupaten | 0Provinz Aceh0 |
| ------------------------------------------------------------------ | --------- | -------------- |
| Arbeitslosenrate (%)                                               | 09,54     | 006,59         |
| Bevölkerung unterhalb der Armutsgrenze (Tsd.)0                     | 18,97     | 814,91         |
| Anteil der „armen Bevölkerung“ (indonesisch Penduduk miskin) (%)00 | 06,90     | 014,99         |
| HDI-Index                                                          | 85,41     | 071,99         |
| Lebenserwartung (in Jahren)                                        | 71,45     | 069,93         |
| Analphabetenrate (in %, > 15 J.)                                   | 00,21 1   | 001,75         |
| Abhängigenquotient (%)                                             | 49,16     | 048,71         |
| Anteil der Altersgruppen                                           | 0Real0    | 0Prozentual0   |
| Kinder (<15 J.)                                                    | 073.1440  | 028,92         |
| arbeitsfähige Bevölkerung (15–64 J.)                               | 169.5480  | 067,04         |
| Rentner und Pensionäre (>65 J.)                                    | 010.2070  | 004,04         |

### Aktuelle Bevölkerungsdaten
Nachfolgende Tabelle gibt den Einwohnerstand per 31. Dezember 2022 wieder.
| Kecamatan         | Fläche  | Einwohner gesamt | Männer  | Frauen  | Dichte Einw. je km² | Sex Ratio (100 M/F) |
| ----------------- | ------- | ---------------- | ------- | ------- | ------------------- | ------------------- |
| Baiturrahman      | 04,22   | 032.278          | 016.180 | 016.098 | 7.648,8             | 100,51              |
| Kuta Alam         | 09,04   | 042.382          | 021.161 | 021.221 | 4.688,3             | 099,72              |
| Meuraxa           | 08,50   | 026.319          | 013.319 | 013.000 | 3.096,4             | 102,45              |
| Syiah Kuala       | 15,02   | 033.758          | 016.786 | 016.972 | 2.247,5             | 098,90              |
| Lueng Bata        | 04,36   | 025.344          | 012.685 | 012.659 | 5.812,8             | 100,21              |
| Kuta Raja         | 03,66   | 014.652          | 007.428 | 007.224 | 4.003,3             | 102,82              |
| Banda Raya        | 05,06   | 026.089          | 012.955 | 013.134 | 5.155,9             | 098,64              |
| Jaya Baru         | 04,42   | 026.650          | 013.374 | 013.276 | 6.029,4             | 100,74              |
| Ulee Kareng       | 05,32   | 027.937          | 013.793 | 014.144 | 5.251,3             | 097,52              |
| Kota Banda Aceh00 | 59,60 1 | 255.409          | 127.681 | 127.728 | 4.285,4             | 099,96              |

## Sehenswürdigkeiten
Die Große Moschee Baiturrahman (Masjid Raya Baiturrahman) ist eine der bekanntesten Moscheen in Südostasien. Nach der vollständigen Zerstörung der alten Moschee im Krieg mit den Niederlanden wurde sie 1879 neu errichtet. Inzwischen hat das Bauwerk mehrere Erweiterungen erfahren. Hatte die Moschee ursprünglich drei Kuppeln, so sind es heute sieben. Die Architektur lehnt sich an den indischen Mogul-Stil an. Das vor der Moschee stehende Minarett wurde 1995 errichtet. Schwer beschädigt überstand die Moschee den Tsunami im Dezember 2004. Viele Menschen konnten sich vor dem Wasser retten, indem sie in die Moschee flüchteten, wo das Wasser zwar eindrang, aber weitestgehend ruhig blieb. Auf dem baumbestandenen Platz vor der Moschee dagegen hinterließ der Tsunami neben hunderten Tonnen Trümmern über zehntausend Tote.
Das Museum Aceh zeigt die acehnesische Kultur, Sultansgräber, unter anderen von Sultan Iskandar Muda (1608–1636), und Gegenstände aus der Kolonialzeit. Von besonderem Interesse ist ein originales, in traditioneller Bauweise errichtetes acehnesisches Haus: ein mit Schnitzereien und Malereien verzierter, großer Pfahlbau. Neben diesem rumoh Aceh hängt in einem kleinen Pavillon die Cakra Donya („Weltrad“), eine chinesische Glocke, die der Überlieferung zufolge ein Geschenk des chinesischen Entdeckers Zheng He an den Sultan von Aceh war.
Nicht weit von Museum und Moschee entfernt befindet sich der Rest der ehemaligen Palastgärten, des Taman Sari (Wassergarten). Neben einem ummauerten Becken steht der Gunongan, eine „bergartige“ (gunungan) weißgekalkte, steinerne Struktur, die der Sultan Iskandar Muda der Sage nach für seine malaysische Ehefrau errichten ließ, um sie an die Hügel ihrer Heimat zu erinnern.
Gegenüber liegt der Kerkhof, der niederländische Friedhof. Hier liegen die Gräber von mehreren hundert niederländischen Soldaten, die im Aceh-Krieg fielen.
Östlich von Banda Aceh liegen die Reste mehrerer Küstenforts, die angeblich indischen Ursprungs sind. Westlich von Banda Aceh, bei Lampuuk, befindet sich das Haus der acehnesischen/indonesischen Freiheitskämpferin Cut Nyak Dhien (1848–1908), ebenfalls ein in traditioneller Bauweise errichtetes Gebäude.

## Verkehr
Der außerhalb liegende Hafen Krueng Raya ist der wichtigste der Region Aceh. Außerdem besitzt Banda Aceh den 15 Kilometer vom Stadtzentrum entfernten internationalen Flughafen Sultan Iskandar Muda. Die einzige Start- und Landebahn hat eine Länge von 3000 Metern und ist für Großraumflugzeuge bis zur Größe einer Boeing 747-400 geeignet. Der IATA-Code von Banda Aceh lautet BTJ.

## Sport
Der Fußballverein der Stadt heißt Persiraja Banda Aceh und spielt seit 2020 in der höchsten indonesischen Spielklasse, der Liga 1.

## Städtepartnerschaften
Städtepartnerschaften bestehen mit folgenden Städten:
- Apeldoorn, Niederlande
- Higashimatsushima, Japan
- Martapura, Indonesien
- Samarkand, Usbekistan
- Sanaa, Jemen
- Vukovar, Kroatien

## Söhne und Töchter der Stadt
- Leo Bosschart (1888–1951), niederländischer Fechter
- Cornelis Weber (1899–1995), niederländischer Fußballspieler
- Hans Kruyt (1907–1988), niederländischer Ruderer
- Joop Tinkhof (* 1938), niederländischer Ruderer
- Kris Sumono (* 1958), Schwimmer
- Alkindi (* 1962), Fechter